# マンハント シリーズ
『マンハント シリーズ』(英名:Manhunt Series、略称:MHS)は、複数の子会社から開発、アメリカのニューヨークに本社があるロックスター・ゲームス社から発売されている3人称視点のクライムアクション型ゲームシリーズである(作品によってはホラー要素あり)。

## 概要
『グランド・セフト・オートシリーズ』で知られるロックスター・ゲームス社から発売されている。
また、残酷な映像(窒息死をさせたり、生々しい不快な悲鳴が聞こえた)などと多数存在するため日本を含む国(多数のヨーロッパ、アジアなど)でも、発売禁止にされている国もあれば、アメリカなどのように大幅な規制表示を入れ、発売された国もある(日本では輸入する事が可能であるが、日本語は無し)。
『マンハント シリーズ』には3つの「レベル」の実行を特徴としており、各レベルは徐々に暴力的な表現になる。
レベル1（白）の処刑は迅速。
レベル2（黄）はかなり悲観的表示。
レベル3（赤）は血だらけの殺人となる。
主人公は、使用するレベルを管理している。

## 過激なシーンにより世界的社会問題
『マンハント』の続編にあたる、『マンハント2』では、ニュージーランドやアイルランドでイギリスの全英映像等級審査機構(略称:BBFC)より発売禁止指定となった。
同じくBBFCによりPlayStation 2版とWii版は審査の結果、イギリス全領土で発売を差し押さえる事にされた。
アメリカ合衆国ではエンターテインメントソフトウェアレイティング委員会(略称:ESRB)による大幅な規制対策を入れ、『AO(Adults only 18+) 』から『M(Mature 17+)』に変更されて発売された。また動画投稿サイトYouTubeにESRB:AO版(海賊版)『マンハント2』を全世界にアップすると運営により削除された事例もある。
オランダでは『マンハント2』をプレイする際はプレイヤーの自己責任とオランダ政府が発言し、それが違法な要素を含まない限りにおいて、発売禁止にはしないと発表し、他のEU諸国では『マンハント2』自体が発売がされていない国が多数のため、今回のオランダ政府の発売決定(許可)は、他国のファンからも注目を集めてしまった。

## 続編の可能性
『マンハント シリーズ』の次回作にあたる、『マンハント3(仮)』は様々な問題によりロックスター・ゲームス社より否定された。

## 作品一覧

### マンハント
2003年11月18日に発売された、『マンハント シリーズ』第1作目。略称は『MH1』。
物語の舞台は、廃墟が立ち並ぶアメリカの都市、カーサーシティ。主人公は死刑を言い渡された男、ジェームズ・アール・キャッシュ （James Earl Cash）。
無線越しでスタークウェザーなる謎の人物から、スナッフフィルムを作るために殺人の依頼を受ける事になる。

### マンハント2
2007年10月29日に発売されたステルスアクションゲームであり、『マンハント シリーズ』第2作目。略称は『MH2』。
主人公はダニエル。仲間のレオと共に施設を脱走し、失った記憶を探すため、「プロジェクト」なる組織が放ったハンター達と死闘を繰り広げる。
今作は『MH1』よりもホラー要素がとても強くなっており、(アメリカの)ESRBレーティングでは、数少ない「AO (18歳未満提供禁止)」指定となった。
なお、米国大手ゲーム情報サイトGNで、2008年10月29日に掲載され、数年で最も怖いゲーム”のランキングでは、全13位中11位を獲得している。